# Buskvaktlar
Buskvaktlar (Perdicula) är ett släkte med fåglar i familjen fasanfåglar inom ordningen hönsfåglar. Släktet buskvaktlar omfattar fyra arter som alla förekommer i Indien, en art också på Sri Lanka:
- Djungelbuskvaktel (P. asiatica)
- Slättbuskvaktel (P. argoondah)
- Rödnäbbad buskvaktel (P. erythrorhyncha)
- Manipurbuskvaktel (P. manipurensis)